# 에게해 제도

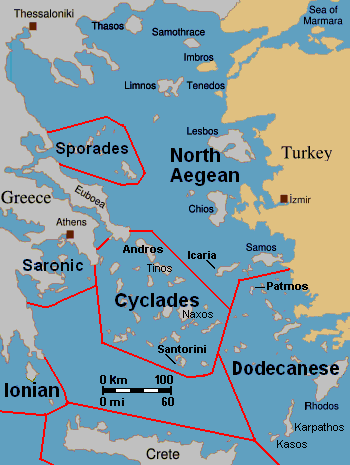
일곱 묶음으로 분류한 에게해 제도.

에게해 제도(그리스어: Νησιά Αιγαίου, 튀르키예어: Ege Adaları)는 에게해에 있는 섬 무리를 가리키는 말이다. 서쪽과 북쪽은 그리스 본토, 동쪽은 터키, 남쪽은 크레타섬으로 둘러싸여 있다. 에게해 제도의 섬들은 터키 연안의 일부 섬을 제외하고는 대부분 그리스 영토이다.
에게를 이르는 고대 명칭 '아르키펠라고(Archipelago)'는 나중에 군도를 이르는 일반 명사가 되었다. 그리스의 에게해 제도는 전통적으로 일곱 묶음으로 나눈다. 북쪽에서 남쪽으로 제시하면 아래와 같다.
1. 북부 에게해 제도
2. 에비아(에우보이아)
3. 북부 스포라데스 제도
4. 키클라데스 제도
5. 사로니코스 제도
6. 도데카니사 제도(혹은 남부 스포라데스 제도)
7. 크레타

에게해 제도 대부분은 그리스령으로, 행정구역상 9개 현을 이룬다. 터키령 섬으로는 임브로스(Gökçeada), 테네도스(Bozcaada)와 터키 서부 해안의 8개 암초가 있다.
이 곳의 일부 섬과 해역, 영공을 놓고 터키와 그리스 사이에 분쟁이 되고 있다.

## 같이 보기
- 그리스의 섬